# Réserve naturelle nationale du Pinail
La réserve naturelle nationale du Pinail (RNN44) est une réserve naturelle nationale située dans le département de la Vienne, en Nouvelle-Aquitaine. Classée en 1980, elle occupe une surface de 135 hectares et protège un ancien site d'extraction de pierre pour les moulins qui a engendré un terrain parsemé de centaines de mares.

## Localisation

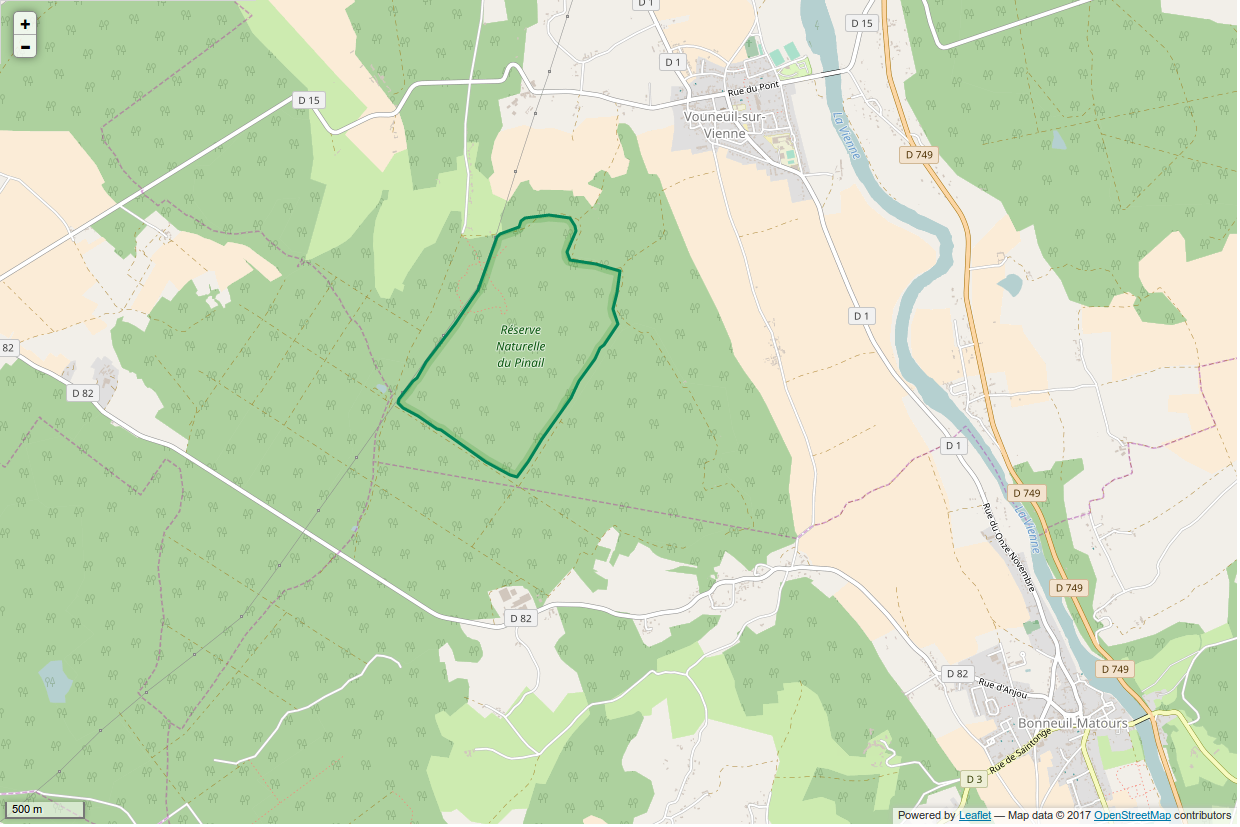
Périmètre de la réserve naturelle.

Le territoire de la réserve naturelle est dans le département de la Vienne, sur la commune de Vouneuil-sur-Vienne à 30 km au nord-est de Poitiers et à 15 km au sud de Châtellerault. Il domine les vallées de la Vienne et du Clain, au nord de la forêt de Moulière. C'est un paysage de landes à bruyère et à ajonc nain, parsemé de mares qui sont les vestiges de l'extraction de pierre meulière.

## Histoire du site et de la réserve

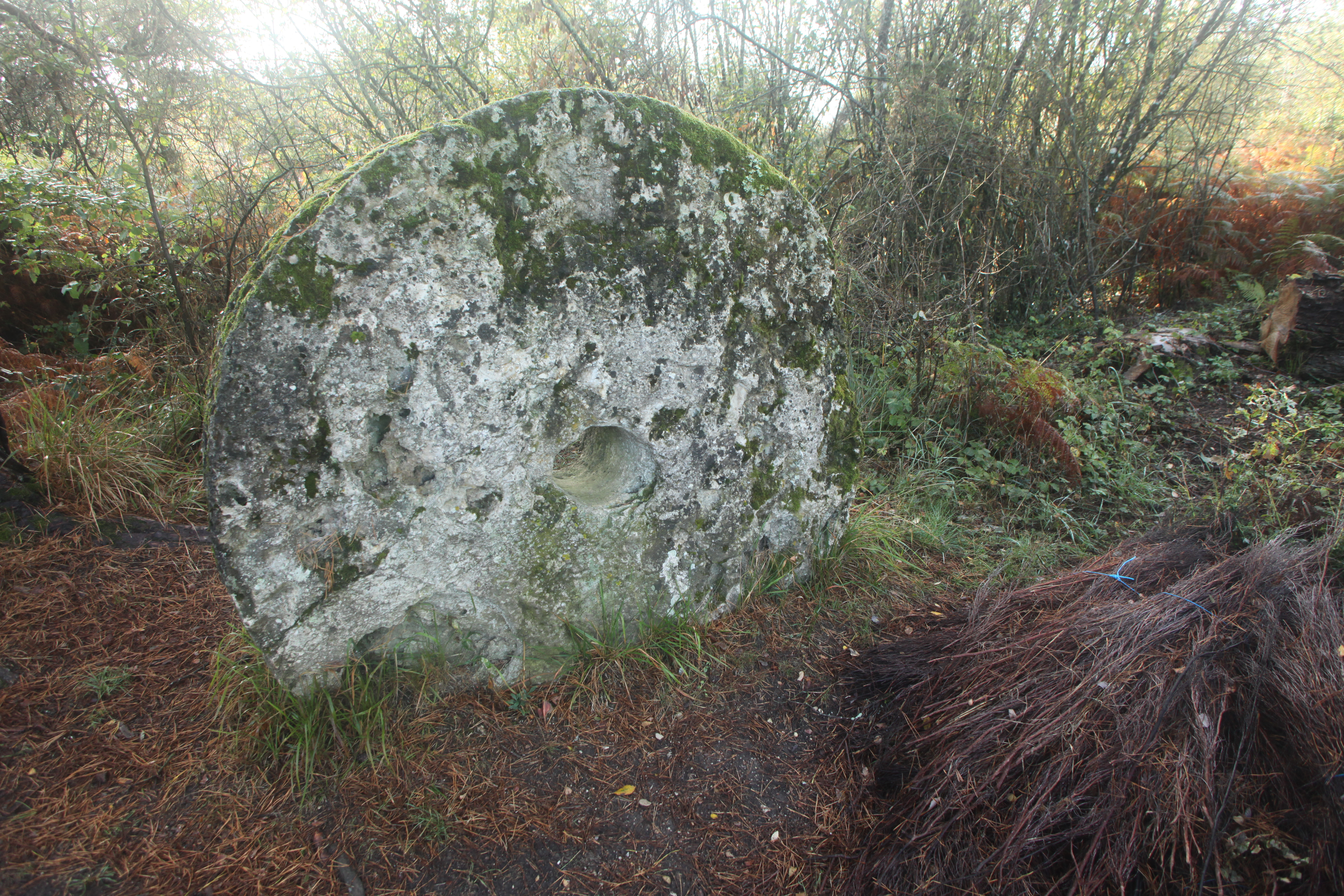
Pierre meulière extraite

Après la dernière glaciation, des forêts de chênes et de hêtres couvraient le Poitou. Çà et là, l'action conjuguée de grands herbivores et des incendies naturels maintenait des surfaces de prairies et de landes.
À la fin du premier millénaire, l'essor des moulins entraîne un besoin de pierre solide et rugueuse, et l'extraction sur le Pinail de la pierre meulière commence. Les meules étaient exportées dans un rayon d'environ 300 km, par des bateaux à fond plat. Très peu d'archives sur cette activité sont parvenues jusqu'à nous. Cependant, le livre d'Alain Belmont consacré aux meulières estime à plus de  20 000 le nombre de fosses ouvertes dans l'ensemble de la forêt de Moulière et l'actuelle réserve naturelle. Ceci ferait de cette carrière à ciel ouvert une des plus importantes carrières du monde, bien avant les autres carrières régionales.

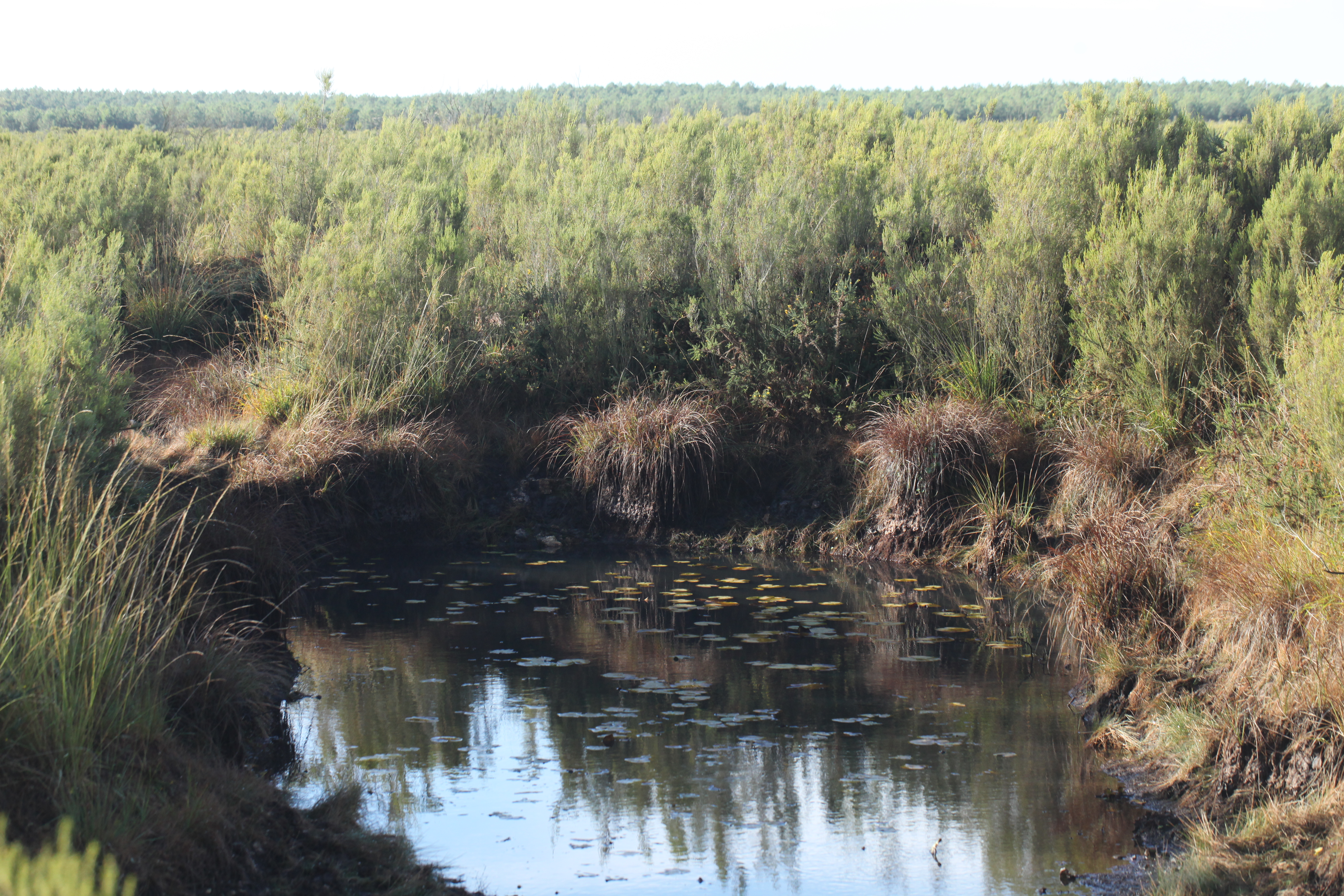
Lande de bruyère à balais

Le maintien de la lande sur le Pinail a pour origine une ordonnance royale de 1692, qui visait à reconstituer les forêts dégradées du royaume de France. Il fallait en effet du bois en quantité pour servir l'ambitieuse politique maritime de Colbert. Alors que les landes de l'actuelle forêt de Moulière ont été déclarées aptes au boisement, la zone du Pinail, avec ses milliers de mares et sa végétation inextricable, fut concédée aux habitants en « droits d'usages », qui comprenaient le droit de faire paître les troupeaux, de couper la brande (bruyère), de pêcher, de chasser, et d'extraire la pierre meulière.
À la fin du XIXe siècle, l'exploitation de la pierre meulière s'arrête. Seuls sont encore récupérés les « chails » pour les soubassements des maisons ou plus tard pour damer les routes. Les derniers troupeaux paissent sur le Pinail pendant la seconde guerre mondiale. Puis la coupe de la brande est également abandonnée.
Créée dans le secteur du Pinail dit des « Moulières neuves », qui semble correspondre aux extractions les plus tardives, la réserve naturelle compte, sur 135 ha, près de trois mille mares issues de l'extraction de la pierre meulière, et qui donnent un aspect lunaire à ce paysage empreint d'histoire.
Le 22 octobre 2021, Le Pinail a été inscrit sur la liste des sites Ramsar de France sous le numéro: 2 461 pour une superficie de 923 ha gérés par l'association GEREPI et la  LPO Vienne

## Écologie (biodiversité, intérêt écopaysager…)

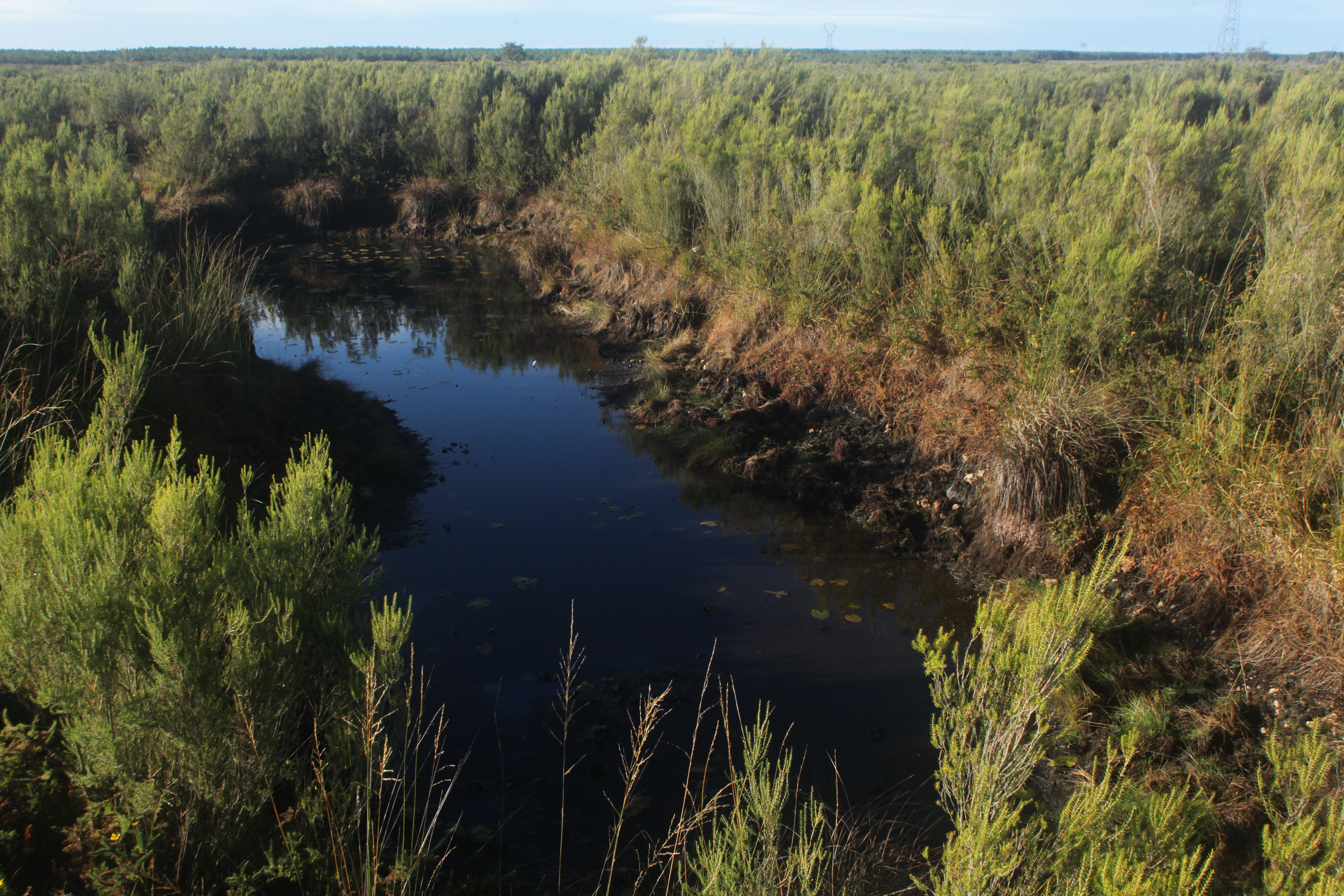
Une des 3000 mares du site.

Les informations suivantes proviennent des données de l'Association GEREPI, gestionnaire de la réserve naturelle.
La géographie et l'histoire millénaire ont façonné des habitats aujourd'hui rares et menacés. On trouve ainsi sur le site :
- des mares aux eaux acides, dont certaines se sont transformées en tourbière ;
- des landes, dominées par la bruyère à balais (Erica scoparia L.) ou « brande », par l'Ajonc nain (Ulex nanus L.) et par une graminée, la Molinie bleue (Molinia caerulea L.) ;
- des petites sources marneuses et des prairies humides.

### Flore

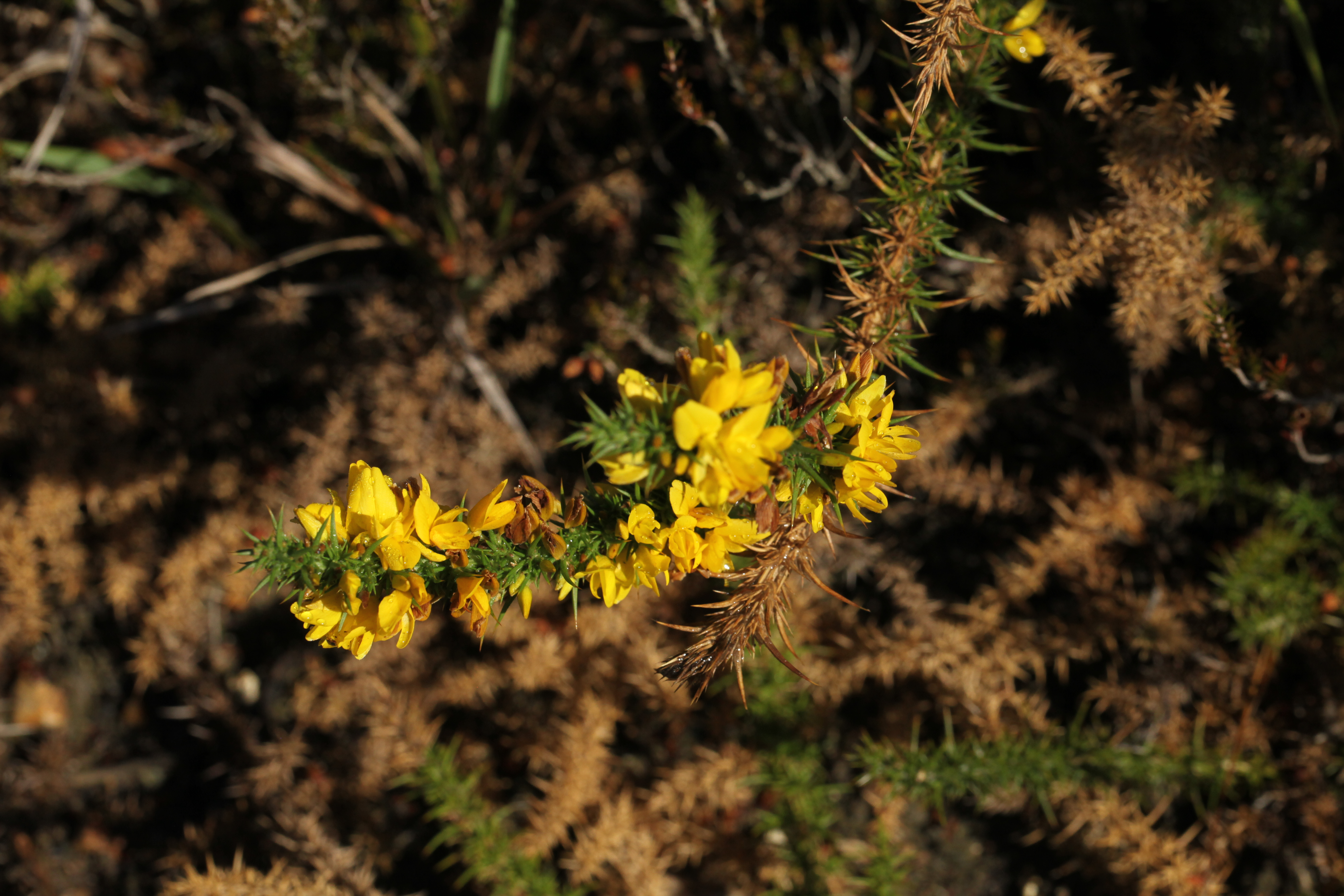
Ajonc nain

Sur l'ensemble du Pinail, plus de 450 espèces de plantes dites supérieures ont été recensées. Parmi elles, quelques espèces sont protégées au niveau national : 
- la Spiranthe d'été (Spiranthes aestivalis L.), la plus rare, tant dans le département de la Vienne qu'en Europe. C'est une petite orchidée blanche qui pousse sur les suintement.
- la Pilulaire à globules (Pilularia globulifera L.), une fougère très petite, ressemblant à une graminée, qui colonise les milieux découverts.
- la Gratiole officinale (Gratiola officinalis L.) qui pousse en touffes compactes sur les berges ensoleillées du ruisseau Riveau.
- la Droséra à feuilles rondes, ou Rossolis à feuilles rondes (Drosera rontondifolia L.), petite plante carnivore qui pousse sur les sphaignes
- l'Utriculaire mineure (Utricularia minor L.) et l'Utriculaire citrine (Utricularia australis L.), deux autres espèces de plantes carnivores, facilement repérables sur les mares par leurs fleurs jaunes dressées (protection)

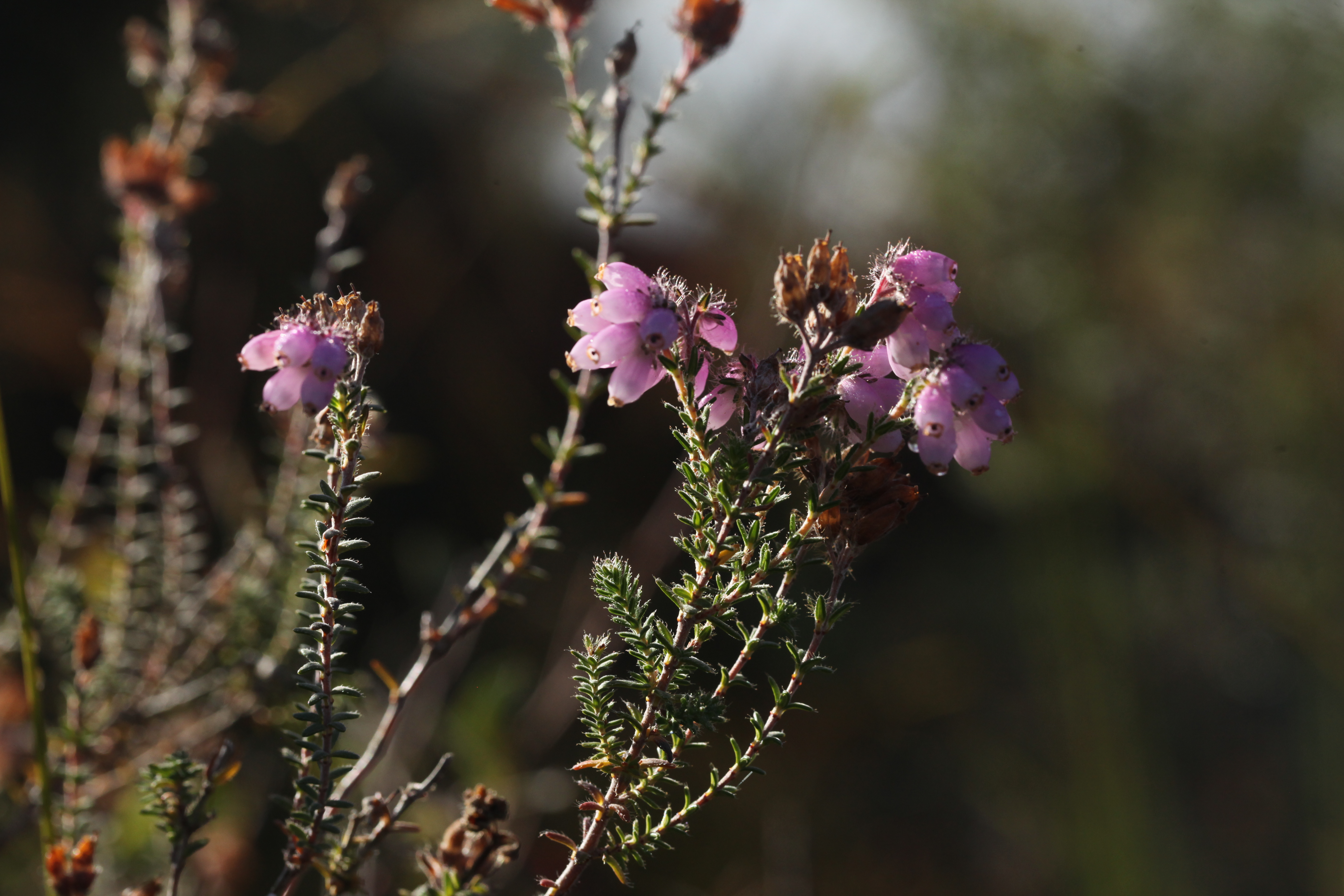
Erica tetralix

### Faune
La réserve naturelle abrite une faune remarquable.

#### Oiseaux
L'avifaune compte :
- le Faucon hobereau (Falco subbuteo), mangeur de libellules ;
- le Busard cendré (Circus pygargus) qui niche sur la Réserve ;
- le Circaète Jean-le-Blanc (Circaetus gallicus), seul aigle nicheur de la Vienne ;
- la Fauvette pitchou (Sylvia undata).

#### Mammifères
Parmi les espèces remarquables, on trouve le Cerf élaphe (Cervus elaphus), le Campagnol amphibie (Arvicola sapidus), le Lièvre...

#### Reptiles et amphibiens

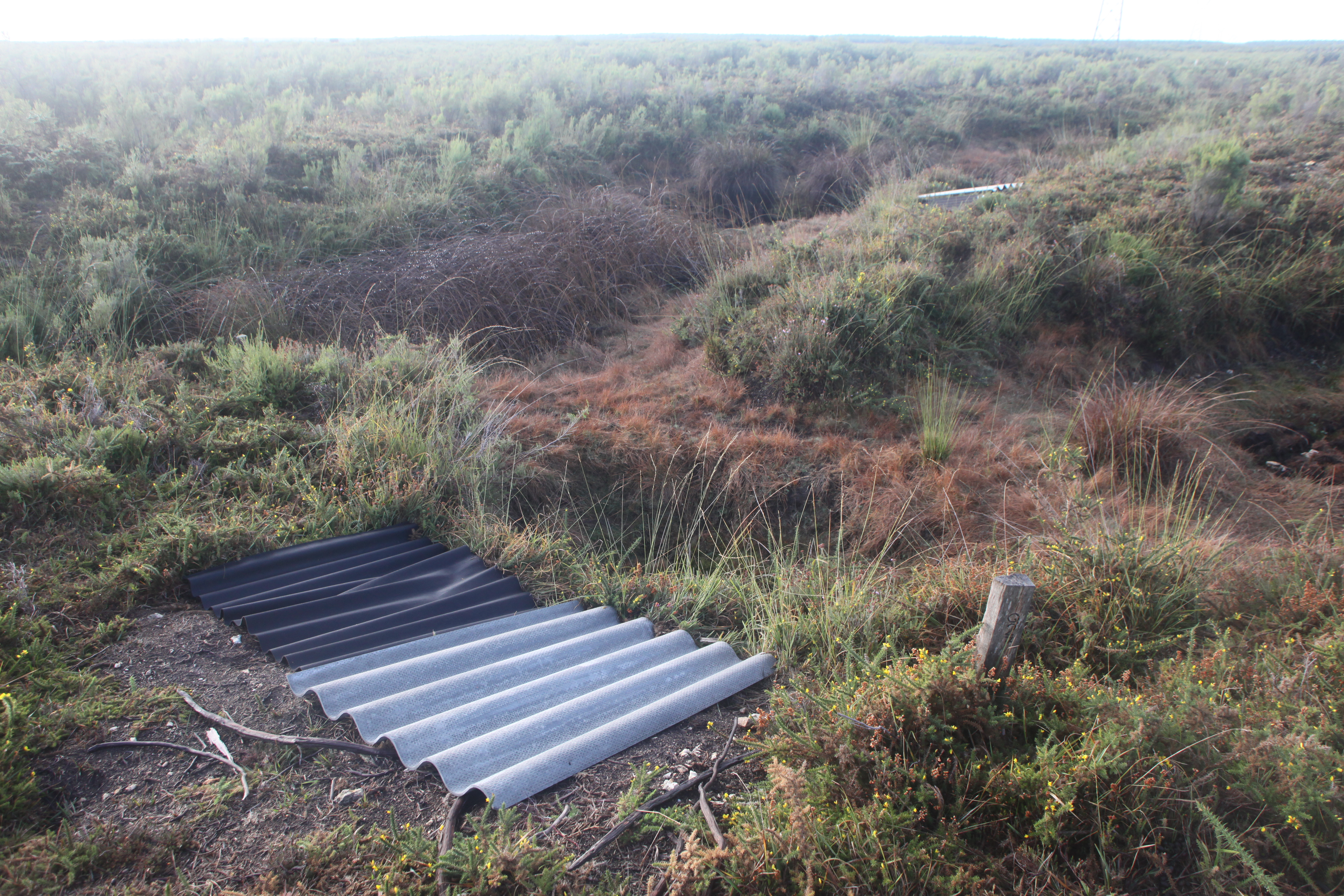
Plaque-abri pour les reptiles

On trouve sur le site le Triton marbré (Triturus marmoratus) et le Triton crêté (Triturus cristatus), deux espèces  qui ont la particularité de s'hybrider pour donner naissance au Triton de Blasius, dont le mâle est stérile et la femelle fertile.
La réserve abrite aussi des populations de Couleuvre vipérine, de Vipère aspic, de Couleuvre à collier et de Couleuvre verte et jaune. La Couleuvre vipérine représente 60 % des effectifs de serpents. Ce serpent inoffensif est souvent tué par les promeneurs qui la confondent avec la Vipère aspic.

### Insectes
Parmi les 48 espèces d'Odonates (Libellules), on compte la Leucorrhine à large queue (Leucorrhinia caudalis), la  Leucorrhine à gros thorax (Leucorrhinia pectoralis), l'Agrion de Mercure (Coenagrion mercuriale), l'Anax empereur (Anax imperator).
Au nombre des papillons, citons le Miroir (Heteropterus morpheus) et l'Azuré des mouillères (Maculinea alcon).

### Crustacés
Une petite population d'Écrevisse à pattes blanches (Austropotamobius pallipes) s'est adaptée aux eaux stagnantes de quelques mares. Cette espèce est protégée en France et en Europe.

## Intérêt touristique et pédagogique

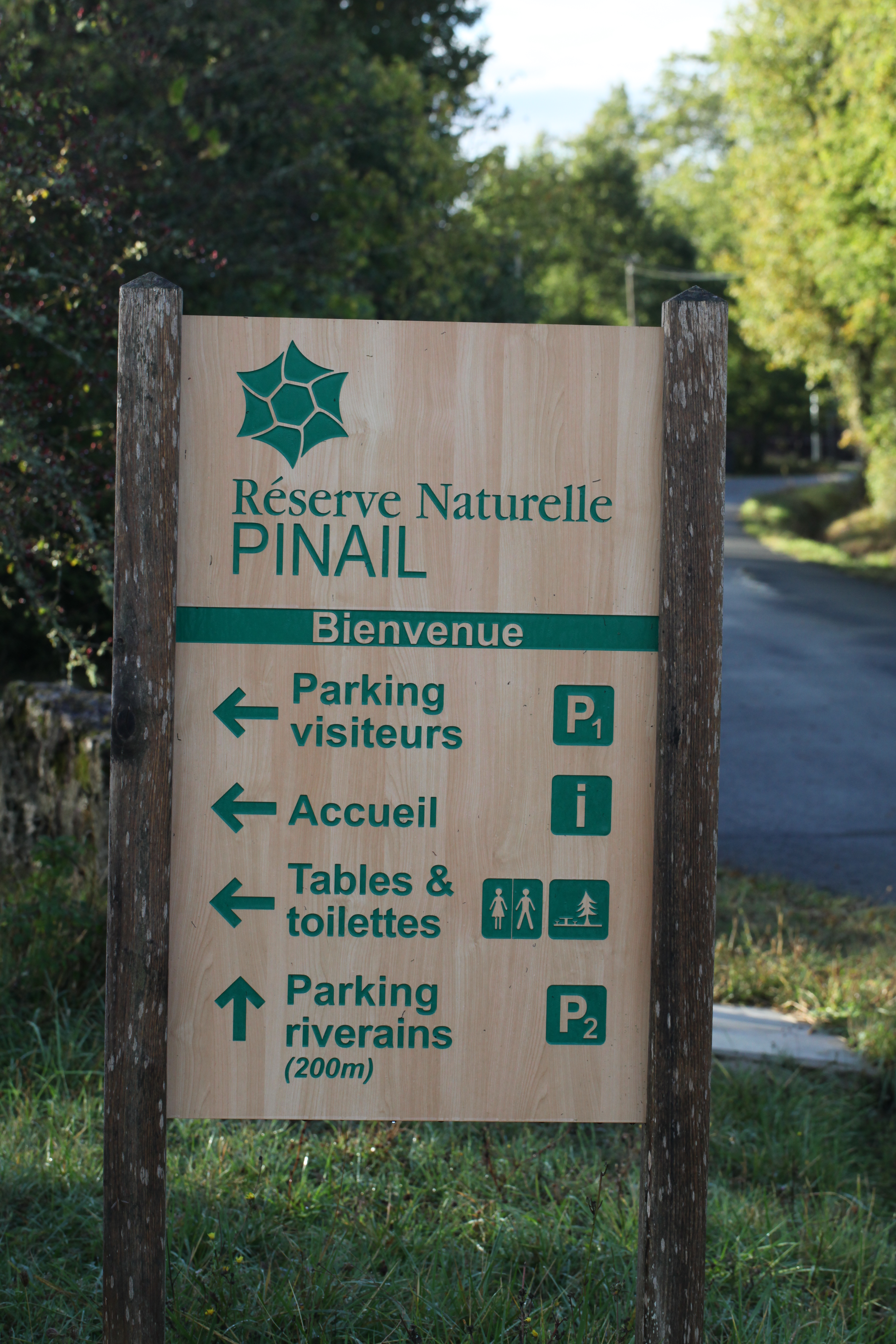
Panneau d'accueil

La réserve naturelle est en accès libre toute l'année. Pour le public désireux de participer à des animations, des balades guidées de découverte sont organisées chaque week-end sur réservation pendant l'été, et des sorties à thèmes sont programmées. Le CPIE Seuil du Poitou propose des sorties découvertes pour les scolaires et les groupes constitués.

## Administration, plan de gestion, règlement
La réserve naturelle est gérée par l'association GEREPI (GEstion de la REserve naturelle nationale du PInail) qui regroupe les acteurs impliqués sur le site, regroupés en cinq collèges : l'Office national des forêts ; les associations de protection, initiation et étude de la nature ; les collectivités ; le collège scientifique ; les autres acteurs et personnes qualifiées.
Pour prévenir les incendies criminels ou accidentels, la gestion de la lande est planifiée. Des agents d'entretien coupent la végétation et des brûlis dirigés sont réalisés périodiquement sur de petites surfaces sous le contrôle des sapeurs-pompiers. Au nord du site, un pâturage est en place : des races ovines rustiques (Sologniotes et Charmoises) ainsi que trois chèvres poitevines maintiennent un milieu ouvert, propice à certaines espèces.
Toutes ces techniques de gestion assurent la co-existence de différents stades de végétation, ainsi que la régénération de celle-ci, et favorisent ainsi la diversité biologique.
La brande issue de l'entretien du site est valorisée par la confection de produits artisanaux (palissades et balais de brande).

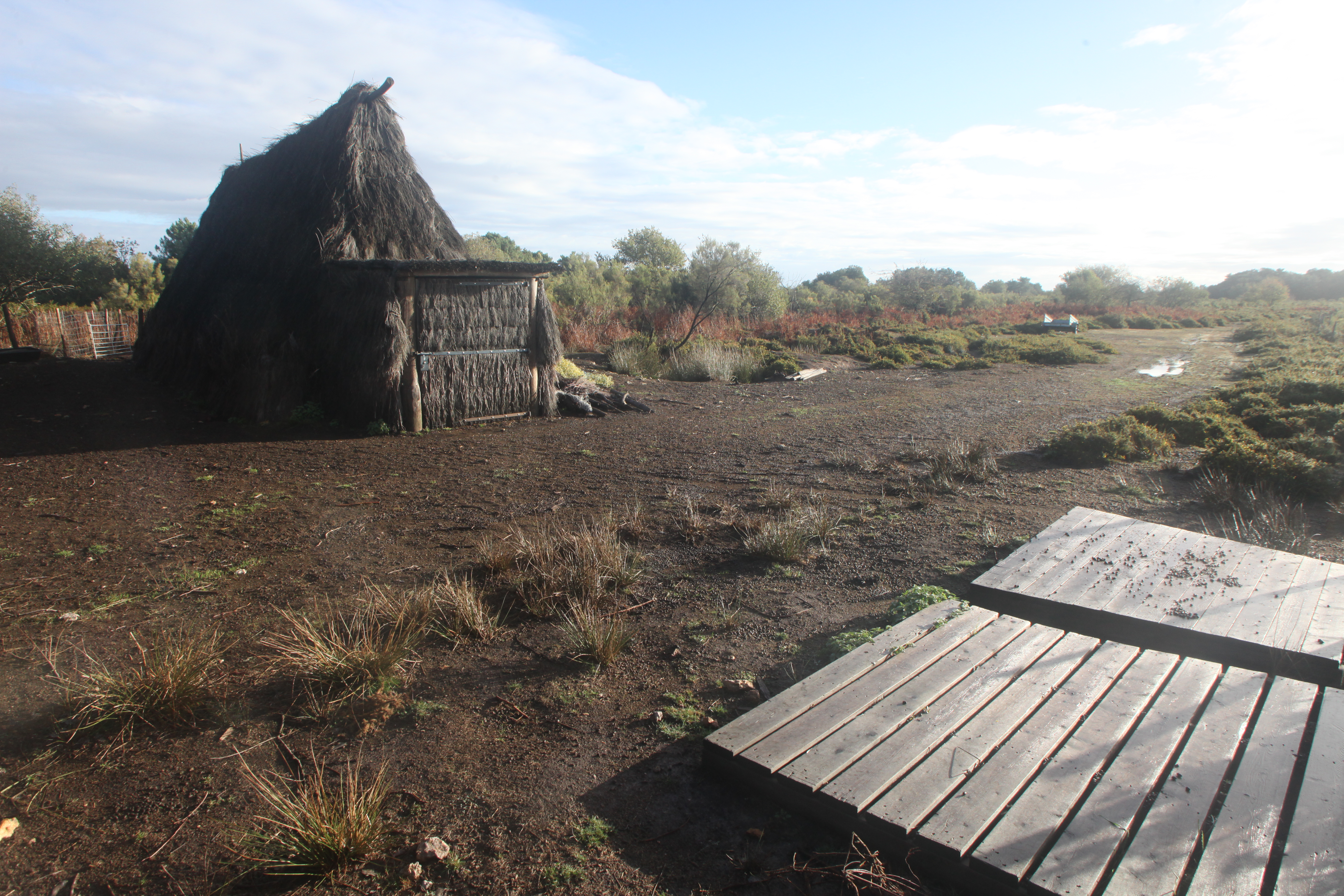
Bâtiment à couverture en bruyère

### Suivi écologique, recherche et formation scientifique
Toute l'année, le suivi des espèces patrimoniales est organisé. La LPO Vienne étudie la reproduction des Busards et de la Fauvette pitchou sur ce site. Des recherches génétiques ont été menées sur les populations d'Ecrevisse. Chaque année, des étudiants de l'Université de Poitiers sont accueillis dans le cadre d'un partenariat avec la Réserve. GEREPI organise également des stages de formation pour les professionnels de l'Environnement (Odonates, gestion des habitats...).

### Outils et statut juridique
La réserve naturelle a été créée par un décret du 30 janvier 1980. Son article 6 a ensuite été modifié par un décret du 23 octobre 1980.